# Dadu
Il Dadu (cinese: 大渡河S, Dàdù HéP, in tibetano རྒྱ་མོ་རྔུལ་ཆུ, rgyal rong rgyal mo rngul chuW), noto anche come Tatu, è un affluente del fiume Min; è situato nella provincia del Sichuan, in Cina.

## Storia

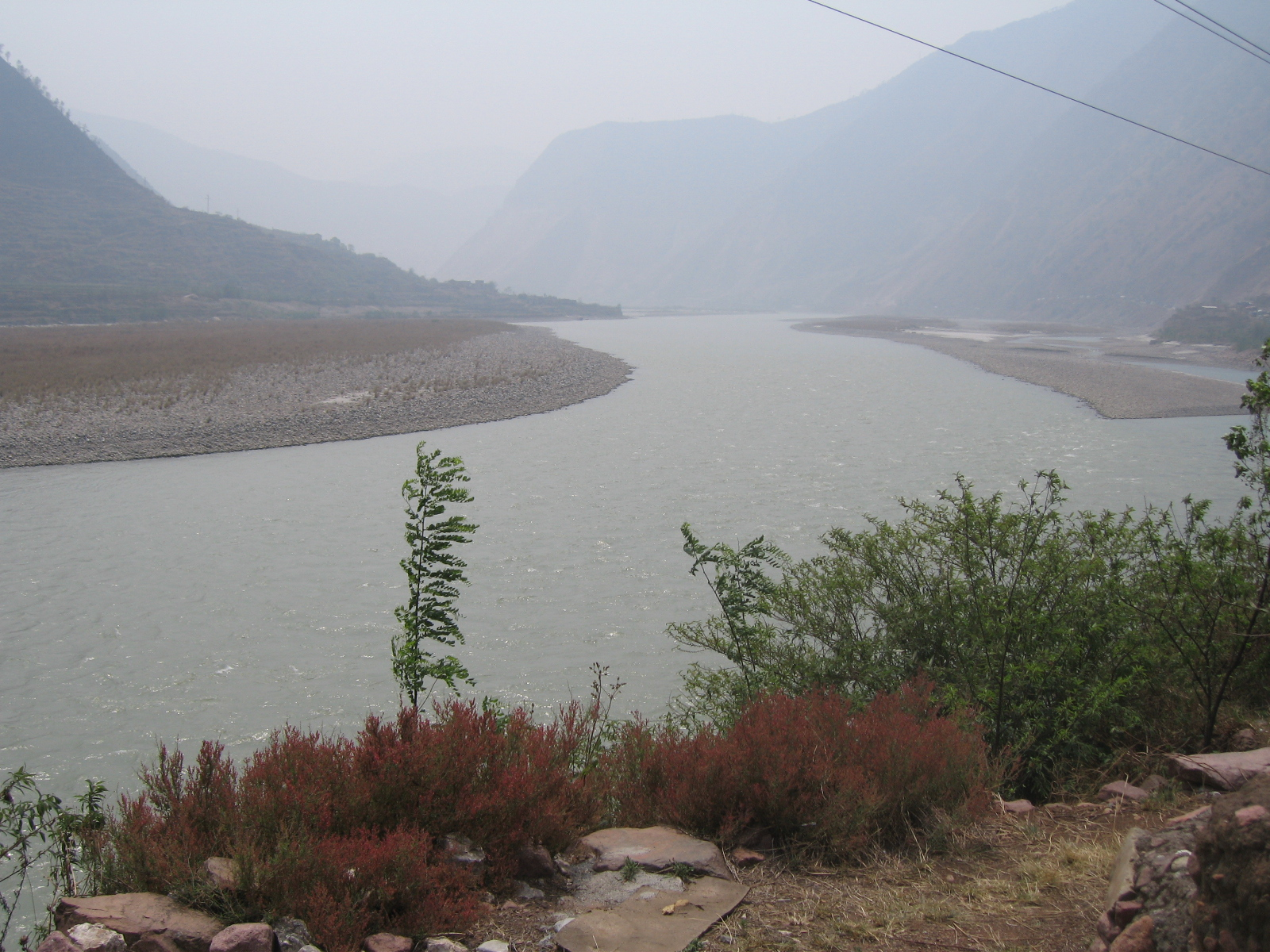
Il Dadu presso Hanyuan.

Il trattato di pace sino-tibetano siglato nel 783 nell'attuale Xian di Qingshui privò la Cina dei territori a ovest del fiume Dadu. Esso non impedì, tuttavia, la ripresa delle ostilità tra la Cina e l'Impero tibetano già tre anni dopo.
Il fiume è attraversato dal ponte di Luding, un ponte molto importante da un punto di vista storico. Esso fu il sito di una celebre battaglia che oppose l'Armata rossa cinese del Partito comunista di Mao Zedong all'Armata nazionale rivoluzionaria del Partito nazionalista di Chiang Kai-shek durante la lunga marcia.
Il terremoto di Kangding Louding nel giugno del 1786 provocò una frana che danneggiò uno sbarramento sul fiume. Dieci giorni dopo, il 10 giugno 1786, lo sbarramento cedette e l'inondazione che ne conseguì si estese su un fronte di 1400 km, provocando a valle la morte di 100.000 persone. Questo disastro fu la seconda peggior catastrofe legata a una frana di cui si abbia notizia.
Una canzone della commedia musicale L'Oriente è rosso si intitola «attraverso il fiume Dadu».